# Bugs Bunny: Superstar
Bugs Bunny: Superstar es un documental de 1975 sobre la serie animada Looney Tunes, narrado por Orson Welles y producido y dirigido por Larry Jackson.  
La cinta incluye nueve cortometrajes de Looney Tunes o Merrie Melodies que fueron estrenados durante los años 1940:
- What's Cookin' Doc? (1943)
- The Wild Hare (también conocido como A Wild Hare) (1940)
- Corny Concerto (1943)
- I Taw a Putty Tat (1948)
- Rhapsody Rabbit (1946)
- Walky Talky Hawky (1946)
- My Favorite Duck (1942)
- Hair-Raising Hare (1946)
- The Old Grey Hare (1944)

También incluye entrevistas con algunos directores del estudio de animación de Warner Bros, como Friz Freleng, Tex Avery y especialmente Bob Clampett, quien aparece más tiempo durante la película.
Bugs Bunny: Superstar fue la primera de una serie de compilaciones de los dibujos animados de Warner lanzados entre los años 1970 y 80. Sin embargo, como documental, no entra en la categoría de compilaciones totalmente animadas de Warner Bros que comenzaron en 1979 con The Bugs Bunny/Road Runner Movie.

## Disponibilidad
La película fue estrenada en los cine en 1975. Estuvo disponible en laser disc y VHS a finales de los años 1980 pero ambas versiones han estado descontinuadas desde 1999.
Fue estrenado nuevamente, ahora en DVD el 14 de noviembre de 2006, como parte de Looney Tunes Golden Collection: Volume 4.

## Doblaje al español latinoamericano
- Jorge Arvizu - Narración, Bugs Bunny, Pato Lucas
- Juan José Hurtado - Porky, Friz Freleng
- José Lavat - Bob Clampett
- Víctor Alcocer - Tex Avery
- Pedro D'Aguillon - Silvestre, Gallo Claudio
- Nancy Mackenzie - Piolín
- Jesús Barrero - Quique Gavilán